# Hanna Oldenburg
Hanna Oldenburg, född 8 juli 1989 i Stockholm, är en svensk skådespelare.   
Oldenburg spelade i Ruben Östlunds film Triangle of Sadness som vann Guldpalmen vid Filmfestivalen i Cannes 2022. Filmen producerades av Plattform Produktion, och Woody Harrelson spelade en av huvudrollerna.
Oldenburg spelade huvudrollen i skärgårdsthrillern Mareld, av Nordisk Film. För den prestationen har hon mottagit ett flertal priser, däribland pris för bästa kvinnliga skådespelare i en huvudroll vid filmfestivalen Vegas Movie Awards (Las Vegas, USA), New York International Film Awards (New York, USA), Best Actor Award (New York, USA), Something Wicked Film Festival (Atlanta, USA), Salt House Creative International Film Festival (Sydney, Australien), Calcutta International Cult Film Festival (Calcutta, Indien) och vid White Unicorn International Film Festival (Calcutta, Indien). Hon vann även i samma kategori vid Queen Palm International Film Festival (Palm Springs, USA), vid American Golden Pictures International Film Festival (Florida, USA), samt vid Oniros International Film Festival (New York, USA). 
Oldenburg spelade i Bad Neighbours med Seth Rogen, Zac Efron och Chloë Grace Moretz. Oldenburg spelade i den svenska thrillern Not Alone.
Hon var även huvudrollsinnehavare i långfilmerna Animalistic och Blood Runs Cold, och i kommande dramathrillern Black Lake.
Oldenburg arbetar även som regissör, och har regisserat musikvideor till Soilworks låtar Dreams of Nowhere och Övergivenheten. Den senare kom topp 40 på Sverigetopplistan.

## Filmografi

### Film
| År   | Titel                    | Roll              | Övrigt        |
| ---- | ------------------------ | ----------------- | ------------- |
| 2011 | Blood Runs Cold          | Winona            | huvudroll     |
| 2012 | Meeting Place            | Stephanie / Polly |               |
| 2015 | You Never Asked          | She               | kortfilm      |
| 2015 | We Are Monsters          | Emma              | huvudroll     |
| 2016 | Bad Neighbours 2         | Minion Girl       | ej krediterad |
| 2017 | John Bauer & Bergakungen | Signe Karlsson    |               |
| 2019 | Ankdammen                | Kiosktjej         |               |
| 2019 | Mareld                   | Nina              | huvudroll     |
| 2022 | Triangle of Sadness      | Yacht Steward     |               |

### TV
| År   | Titel                  | Roll                                              | Övrigt     |
| ---- | ---------------------- | ------------------------------------------------- | ---------- |
| 2012 | Punchline              | Jesus Christ / Vampire / Girlfriend / Anchorwoman | 16 avsnitt |
| 2015 | Codes and Conspiracies | French woman                                      | 1 avsnitt  |
| 2015 | En Delad Värld         | Tove                                              | 1 avsnitt  |
| 2015 | Dynamic Pizza          | Judy                                              | 1 avsnitt  |
| 2016 | Holloway Sisters       | Elly Holloway                                     | TV-film    |
| 2019 | Skärvor                | Sofie Nilsson                                     | kortfilm   |
| 2020 | Hamilton               | Anna                                              | 1 avsnitt  |
| 2025 | Blindspår              | Nygifta kvinnan                                   | 4 avsnitt  |

### Musikvideor
| År   | Titel             | Artist(er) | Roll |
| ---- | ----------------- | ---------- | ---- |
| 2022 | Övergivenheten    | Soilwork   | Her  |
| 2022 | Dreams of Nowhere | Soilwork   | Her  |